# Purgerot-Arbecey
Ancienne commune de la Haute-Saône, la commune de Purgerot-Arbecey a existé de 1972 à 1979. 
Elle a été créée en 1972 par la fusion des communes d'Arbecey et de Purgerot. En 1979 elle a été supprimée et les deux communes constituantes ont été rétablies.